# Список дипломатических миссий Венгрии

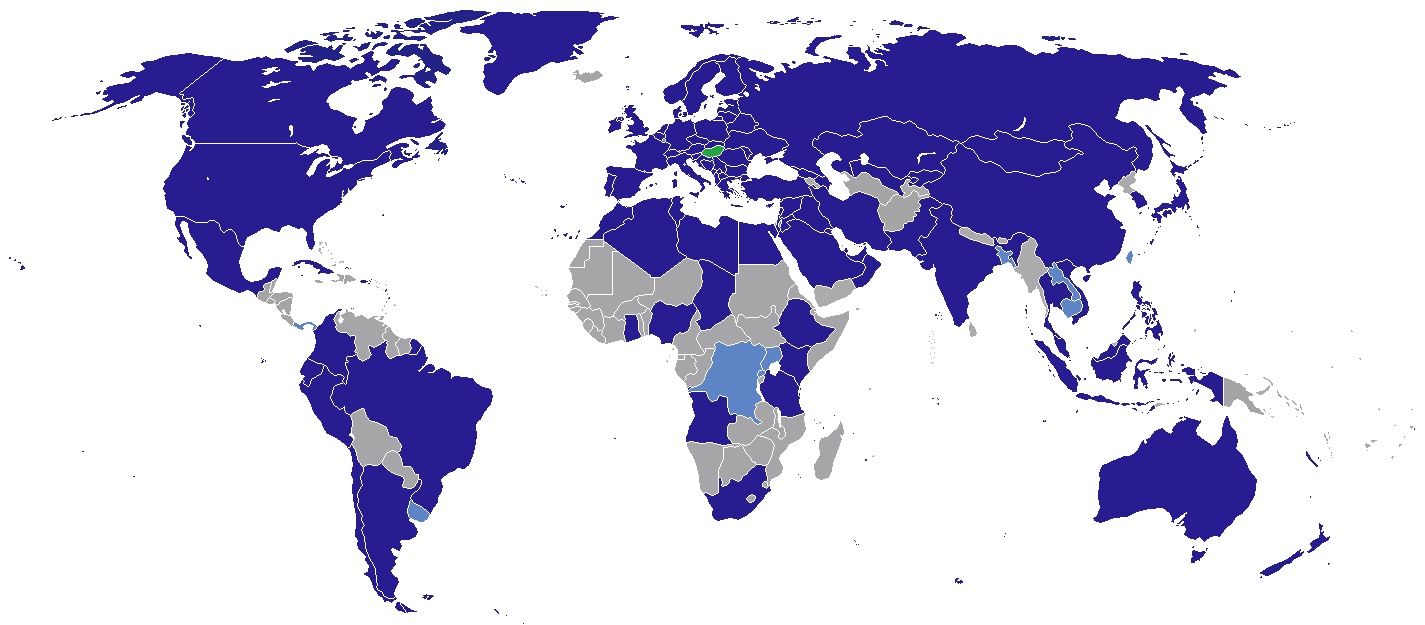

Список дипломатических миссий Венгрии — после уничтожения социалистического строя в Венгрии эта страна, вступив в НАТО в 1999 году и в Европейский союз в 2004 году, обозначила свои внешнеполитические приоритеты в расширении и украплении связей с США и странами Западной Европы. В то же время она исторически и культурно связана и с государствами Восточной Европы, в которых проживает немалое количество лиц венгерской национальности. Всё это определяет ареал нахождения за рубежами Венгрии её дипломатических представительств.

## Европа
- Албания, Тирана (посольство)
- Австрия, Вена (посольство)
- Азербайджан, Баку (посольство)
- Белоруссия, Минск (посольство)
- Бельгия, Брюссель (посольство)
- Босния и Герцеговина, Сараево (посольство)
- Болгария, София (посольство)
- Хорватия, Загреб (посольство)
  - Сплит (консульское агентство)
- Кипр, Никосия (посольство)
- Чехия, Прага (посольство)
- Дания, Копенгаген (посольство)
- Эстония, Таллин (посольство)
- Финляндия, Хельсинки (посольство)
- Франция, Париж (посольство)
- Германия, Берлин (посольство)
  - Мюнхен (генеральное консульство)
- Греция, Афины (посольство)
- Грузия, Тбилиси (посольство)
- Ватикан (посольство)
- Ирландия, Дублин (посольство)
- Италия, Рим (посольство)
  - Милан (генеральное консульство)
- Косово, Приштина (посольство)
- Латвия, Рига (посольство)
- Литва, Вильнюс (посольство)
- Македония, Скопье (посольство)
- Молдова, Кишинёв (посольство)
- Черногория, Подгорица (посольство)
- Нидерланды, Гаага (посольство)
- Норвегия, Осло (посольство)
- Польша, Варшава (посольство)
- Португалия, Лиссабон (посольство)
- Румыния, Бухарест (посольство)
  - Клуж-Напока (генеральное консульство)
  - Меркуря-Чук (генеральное консульство)
  - Констанца (генеральное консульство)
- Россия, Москва (посольство)
  - Санкт-Петербург (генеральное консульство)
  - Екатеринбург (генеральное консульство)
  - Казань (генеральное консульство)
- Сербия, Белград (посольство)
  - Суботица (генеральное консульство)
- Словакия, Братислава (посольство)
  - Кошице (генеральное консульство)
- Словения, Любляна (посольство)
- Испания, Мадрид (посольство)
  - Барселона (генеральное консульство)
- Швеция, Стокгольм (посольство)
- Швейцария, Берн (посольство)
- Украина, Киев (посольство)
  - Ужгород (генеральное консульство)
  - Берегово (консульство)
- Великобритания, Лондон (посольство)

## Северная Америка
- Канада, Оттава (посольство)
- Куба, Гавана (посольство)
- Мексика, Мехико (посольство)
- США, Вашингтон (посольство)
  - Лос-Анджелес (генеральное консульство)
  - Нью-Йорк (генеральное консульство)

## Южная Америка
- Аргентина, Буэнос-Айрес (посольство)
- Бразилия, Бразилиа (посольство)

## Африка
- Алжир, Эль-Джазаир (посольство)
- Египет, Каир (посольство)
- Кения, Найроби (посольство)
- Ливия, Триполи (посольство)
- Марокко, Рабат (посольство)
- ЮАР, Претория (посольство)
- Тунис, Тунис (посольство)

## Ближний и Средний Восток
- Иран, Тегеран (посольство)
- Ирак, Багдад (посольство)
- Израиль, Тель-Авив (посольство)
- Иордания, Амман (посольство)
- Кувейт, Эль-Кувейт (посольство)
- Ливан, Бейрут (посольство)
- Государство Палестина, Рамаллах (представительство)
- Катар, Доха (посольство)
- Саудовская Аравия, Эр-Рияд (посольство)
- Сирия, Дамаск (посольство)
- Турция, Анкара (посольство)
  - Стамбул (генеральное консульство)
- ОАЭ, Абу-Даби (посольство)

## Азия
- Афганистан, Кабул (посольство)
- КНР, Пекин (посольство)
  - Шанхай (генеральное консульство)
- Индия, Нью-Дели (посольство)
- Индонезия, Джакарта (посольство)
- Япония, Токио (посольство)
- Узбекистан,Ташкент (посольство)
- Казахстан, Астана (посольство)
  - Алматы (генеральное консульство)
- Южная Корея, Сеул (посольство)
- Пакистан, Исламабад (посольство)
- Сингапур (посольство)
- Тайвань, Тайбэй (коммерческое представительство)
- Таиланд, Бангкок (посольство)
- Вьетнам, Ханой (посольство)
  - Сайгон (генеральное консульство)

## Океания
- Австралия, Канберра (посольство)

## Международные организации
- - Брюссель (делегации при ЕС и НАТО)
  - Женева (постоянные делегации при ООН и ВТО)
  - Нью-Йорк (представительство при ООН)
  - Париж (делегация при ЮНЕСКО)
  - Страсбург (делегация при Совете Европы)
  - Вена (делегация при ООН ОБСЕ)